# Gheorghi Pereteatkovici
Gheorghi Pereteatkovici (în rusă Георгий Перетяткович; n. 8 decembrie 1840, Mălăiești, raionul Orhei, gubernia Basarabia, Imperiul Rus – d. 20 august 1908, Odessa, Imperiul Rus) a fost un profesor și istoric țarist rus originar din Basarabia.

## Biografie
S-a născut în satul Mălăiești din ținutul Orhei, gubernia Basarabia, Imperiul Rus (actualmente în raionul Orhei, Republica Moldova). Studiile primare le-a primit la gimnaziul din Chișinău.
În anii 1850 a studiat la departamentul ministerial al liceului „Richelieu” din Odesa, apoi la Universitatea din Moscova (1860-1864), la facultatea de drept și la cursurile de istorie. După absolvire, a predat istoria la primul gimnaziu din Moscova.
În 1872 a susținut examenele de master. După ce și-a susținut teza de masterat la Universitatea din Moscova în 1877, a plecat la Odesa, unde a predat istoria Rusiei la Universitatea Novorossiisk. În 1886 a devenit profesor la această instituție.
A murit la Odesa la 7 (20) august 1908.

## Distincții
- 1888: Ordinul „Sf. Ana” de gradul II
- 1905: Ordinul „Sf. Vladimir” de gradul III
- 1908: Ordinul „Sf. Stanislav”, gradul I